# Rozalia Narloch
Rozalia Narloch (ur. 9 lutego 1892 w Karsinie, zm. 2 maja 1961 tamże) – poetka oraz działaczka kaszubska. Zwana również Konopnicką Kaszub.

## Życiorys
Oprócz działalności pisarskiej angażowała się w działalność Katolickiego Towarzystwa Ludowego – organizacji, której celem było kształtowanie życia rodzinnego, towarzyskiego i obywatelskiego w zgodzie z religijną moralnością. Działała w chórze kościelnym oraz współorganizowała występy teatru amatorskiego. Organizowała wystawy haftów kaszubskich. Podczas II wojny światowej współpracowała z Tajną Organizacją Wojskową "Gryf Pomorski". Była patronką Gimnazjum w Karsinie.
Słynęła też z tego, że potrafiła wymyślać wiersze na poczekaniu.